# Museu do Vinho do Porto

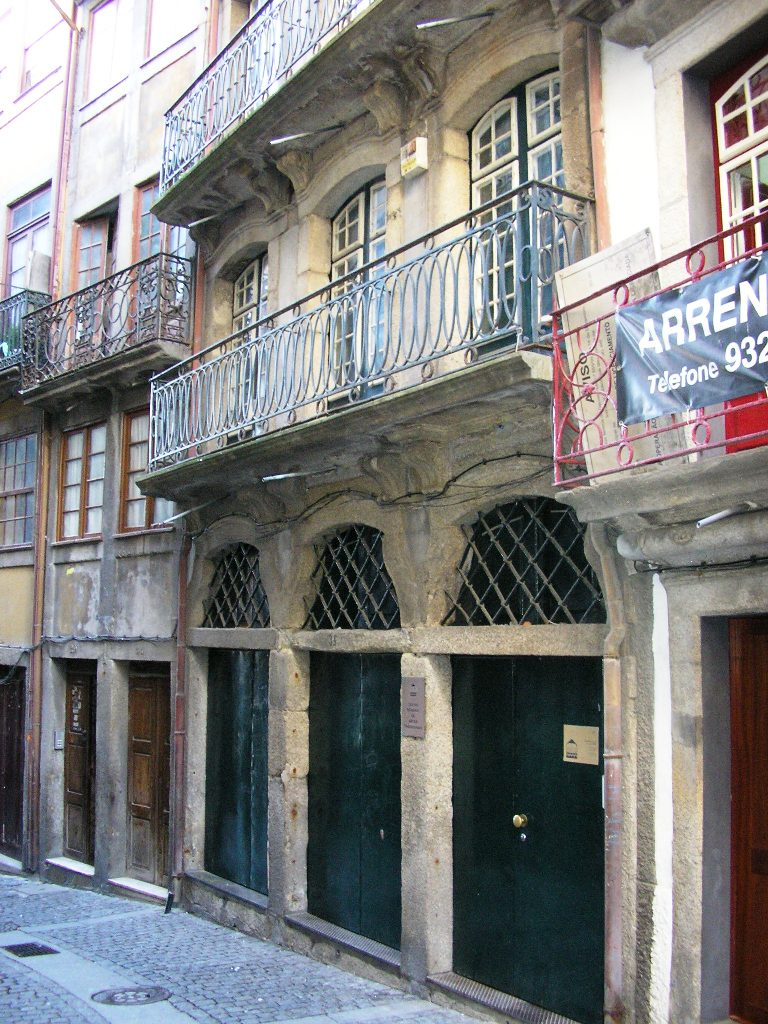
Das Museu do Vinho do Porto auf dem Ribeira

Museu do Vinho do Porto ist das Weinbaumuseum von Porto. Es wurde 2004 gegründet und schildert die Geschichte des Portweins und seine Bedeutung für die Stadt und das Land. Das Museum ist in einem Lagerhaus aus dem 18. Jahrhundert, direkt neben dem Fluss Douro lokalisiert.